# Samantha Arévalo
Samantha Michelle Arévalo-Salinas (Cuenca, 30 settembre 1994) è una nuotatrice ecuadoriana, vincitrice di una medaglia d'argento ai Campionati mondiali di nuoto 2017 nella 10 km femminili.
Ha partecipato alle Olimpiadi di Londra 2012 nel nuoto in vasca, disputando gli 800 m. stile libero e terminando in 29sima posizione finale nelle batterie.
Successivamente è passata al nuoto in acque libere ed ha partecipato alle Olimpiadi di Rio de Janeiro 2016 nella 10 km., terminando la sua prova al 9º posto.

## Palmarès
- Mondiali

Budapest 2017: argento nella 10 km.
- Giochi sudamericani

Medellin 2010: bronzo nei 400m misti.
Santiago 2014: argento nei 1500m sl e nella 3 km a squadre.
Cochabamba 2018: oro nella 10 km e argento negli 800m sl.